# Piz Dora
Der Piz Dora ist ein Berg zwischen Val Müstair (Münstertal) und Val Mora im Schweizer Kanton Graubünden. 

## Lage und Name
Der Piz Dora gehört zum Piz-Daint–Piz-Turettas-Stock der Umbrailgruppe, die die beiden Täler trennt, und in seiner Zwischenstellung als isoliertes Massiv zwischen Sesvennagruppe im Norden (zum Unterengadin), Livigno-Alpen im Südwesten (zwischen Oberengadin und Adda) und Ortlermassiv im Südosten systematischerweise beispielsweise zu den Ortler-Alpen gerechnet wird. Es finden sich auch andere Zuordnungen, hier im schweizerisch-italienisch-südtirolischen Grenzgebiet werden verschiedene Systematiken verwendet.
Ursprünglich hiess der Berg Piz d’Ora, rätoromanisch für ‚Äusserer Gipfel‘, im Bezug zu dem westlich benachbarten Piz Daint, ursprünglich Piz d’Aint ‚Innerer Gipfel‘, taleinwärts direkt über dem Ofenpass. Im späten 20. Jahrhundert wurde die Schreibung auf Piz Dora geändert.

## Literatur

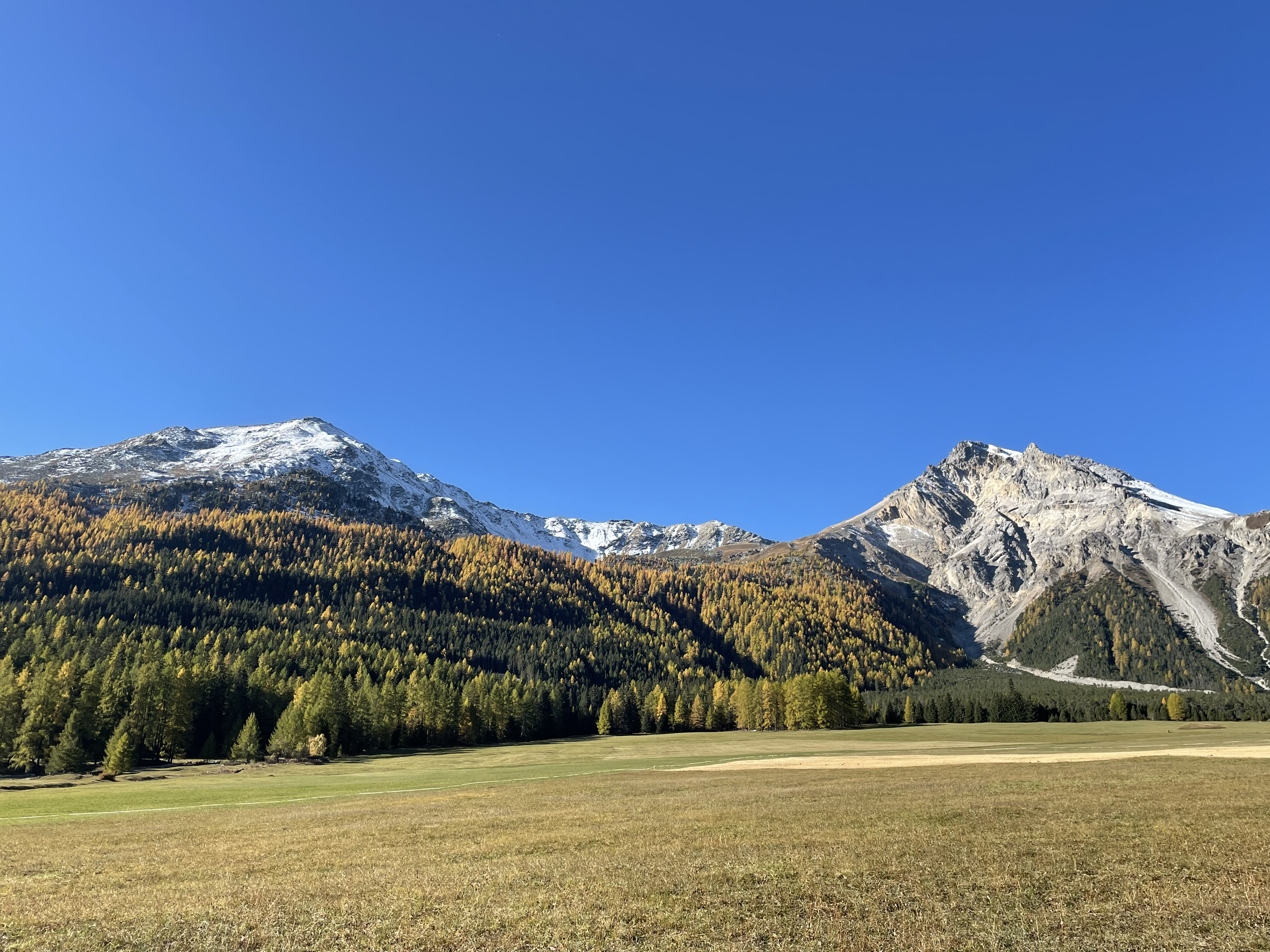
Piz Dora (links) und Piz Daint